# Pantaloni alla turca

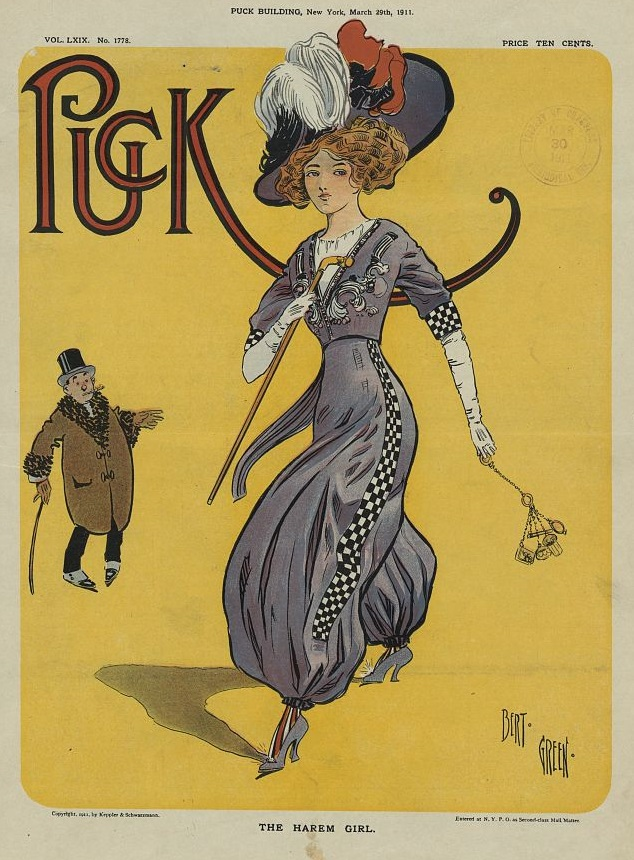
Illustrazione di una donna con pantaloni alla turca pubblicata dalla rivista umoristica statunitense Puck (marzo 1911).

I pantaloni alla turca, anche detti harem pants (lett. "pantaloni harem") e sarem, sono un capo di abbigliamento risalente agli anni 1910. Simili ai dimije, i pantaloni alla turca sono molto larghi e coprono le gambe stringendosi alle caviglie. Vengono spesso portati in estate.

## Storia
Esempio di appropriazione culturale, i pantaloni alla turca vennero lanciati intorno nel 1910 dal designer Paul Poiret, il quale aspirava a reinventare e rendere più "libera" (sic.) la moda femminile occidentale; Poiret ribadì più volte di aver dedicato i pantaloni alla turca alle donne più chic affinché potessero mostrare «l'armonia delle loro forme e mostrare la loro naturale morbidezza in piena libertà». Partendo da tali presupposti, Poiret ideò un completo "sultano", comprendente una jupe-culotte (anche battezzata jupe-sultane e jupe-pantalon), il prototipo degli odierni pantaloni alla turca. Stando ad altre fonti, i pantaloni furono non furono lanciati dal solo Poiret, ma anche da Jeanne Margaine-Lacroix e la collaboratrice di quest'ultima Bourniche.
I pantaloni alla turca vennero inizialmente criticati in quanto le donne occidentali dell'epoca indossavano convenzionalmente la gonna. Inoltre, i loro palesi riferimenti agli harem e al Medio Oriente erano per molti un simbolo della condizione femminile nei sultanati, che erano di stampo patriarcale. Nonostante la stilista Jeanne Paquin non apprezzasse la nuova tendenza, realizzò dei pantaloni che, secondo qualcuno, devono qualcosa all'orientalismo.
I pantaloni alla turca tornarono di moda negli anni 1960; negli anni 1980, il rapper MC Hammer lanciò una sua variante dei pantaloni (Hammer pants).